# Illustere school
Een Illustere school of Athenaeum Illustre was vanaf de zestiende eeuw een instelling voor hoger onderwijs in de Noordelijke Nederlanden, die alleen een academische basisopleiding mocht verzorgen, maar geen promotierechten (ius promovendi) bezat. Dit recht was vanouds een soeverein recht (ius maiestatis), dat toebehoorde aan de landsheer. De bijzondere staatkundige organisatie van de Republiek bracht met zich mee dat het hier de gewestelijke Staten waren aan wie dit recht was voorbehouden. Elk gewest wilde wel zijn eigen universiteit hebben. Voor de oprichting van een illustere school, niet gebonden aan een academisch statuut, gold dat in nog sterkere mate. Elke stad die een dergelijke hogeschool wilde financieren kon er een stichten. Dat was gunstig voor de eigen bevolking, omdat de studenten dan vaker in hun eigen omgeving terechtkonden. Zo konden deze instellingen ook meer inspelen op de lokale behoeften.
Diverse universiteiten, athenaea en gymnasia zijn voortgekomen uit illustere scholen.

De Republiek der Zeven Verenigde Nederlanden (1588-1795)

## Hogescholen tijdens de Republiek
Als illustere scholen zijn het bekendst geworden het Athenaeum Illustre (Amsterdam) (1632), het Athenaeum Illustre (Deventer) (1630), en, zij het alleen in aanzet, de Illustere school en Collegium Auriacum (Breda) (1646) en de Illustere school te Rotterdam (1681). Ook in andere steden waren kortere of langere tijd zulke hogescholen gevestigd: na de eerste stichtingen in Brugge (1541), Gent (1578) en Dordrecht (1579), volgden in de periode van de Republiek (1588-1795): Middelburg (1592), Harderwijk (1600), Groningen (1614), Utrecht (1634), 's-Hertogenbosch (1636), Nijmegen (1655), Maastricht (1682) en Zutphen (1686). 
Stadhouder-koning Willem III stichtte in 1697 een illustere school (Gymnasium academicum) in Lingen, in het gelijknamige graafschap, dat toen een van de Republiek onafhankelijke heerlijkheid van de Oranjes was. Na de dood van Willem III, in 1702, kwamen stad en graafschap Lingen aan Pruisen. Een poging tot stichting van een illustere school in Den Haag (1710) mislukte.
Deze hogescholen werden door het stadsbestuur of de gewestelijke dan wel (in het geval van Nijmegen) kwartierlijke Staten opgericht. Het lesaanbod kon variëren van één tot meer faculteiten. Zij konden later door de gewestelijke Staten worden verheven tot universiteit, zoals gebeurde met de scholen van Utrecht (1636), Groningen, Harderwijk (1648) en Nijmegen (1656).

## Academies tijdens de Republiek
Voordat de eerste universiteit in de noordelijke Nederlanden werd gesticht, gingen studenten naar het buitenland. De Universiteit van Leiden is de oudste van de Republiek. De stichting ervan vond plaats in 1575. Tien jaar later volgde de Universiteit van Franeker. De overige universiteiten werden opgericht in Groningen (1614, eerst als Illustere school), Utrecht (1636, idem), Harderwijk (1648) en de Nijmegen (1656 en 1753). De eerste Nijmeegse academie verdween na 24 jaar, de tweede poging mislukte al na vier jaar. De hogescholen van Franeker en Harderwijk kwamen in 1811 aan hun einde. Deze zes waren alle academies tijdens de Republiek.
Hedendaagse universiteiten als die van bijvoorbeeld Amsterdam, Maastricht, Nijmegen en Rotterdam, zijn van na deze periode. Op de Universiteit van Amsterdam na bouwen zij ook niet voort op hun voorlopers in de vorm van een illustere school, zoals dat wel geldt voor Groningen en Utrecht. In Amsterdam kreeg het Athenaeum Illustre in 1815 wettelijke erkenning als instelling voor hoger onderwijs. Het promotierecht werd in 1877 toegekend, waarbij het Athenaeum werd omgevormd tot een gemeentelijke universiteit, met de naam Universiteit van Amsterdam.